# Raphaël Guerreiro
Raphaël Adelino José Guerreiro (* 22. Dezember 1993 in Le Blanc-Mesnil) ist ein portugiesisch-französischer Fußballspieler. Er ist flexibel auf der linken Außenbahn einsetzbar und steht beim FC Bayern München unter Vertrag. Als portugiesischer Nationalspieler wurde Guerreiro 2016 Europameister.

## Karriere

### Vereine

#### Jugend und SM Caen
Der als Sohn eines portugiesischen Vaters und einer französischen Mutter in Frankreich geborene und aufgewachsene Guerreiro kam im Jahre 2006 als Elfjähriger ins INF Clairefontaine, das Leistungszentrum des Französischen Fußballverbandes. Drei Jahre später holte ihn der SM Caen in seine Nachwuchsakademie, wobei sich der Wechsel verzögerte, da er sich zuvor eine langanhaltende Verletzung zugezogen hatte. Ab 2010 lief er in Caen regelmäßig für die Reservemannschaft in der vierten Liga auf. 2012 unterschrieb er mit 18 Jahren seinen ersten Profivertrag und wurde in den Kader der Profimannschaft aufgenommen. Sein Zweitligadebüt absolvierte er am 27. Juli 2012 am ersten Spieltag gegen den Gazélec FC Ajaccio in der Startelf. Noch im Verlauf seiner ersten Profisaison wurde er bei Caen zum Stammspieler. Dabei erzielte er am 8. Februar 2013 sein erstes Tor im Profifußball am 24. Spieltag im Spiel gegen den CS Sedan zum 2:0-Endstand. Guerreiro stand bei allen 38 Ligapartien auf dem Platz.

#### FC Lorient
Zu Saisonbeginn 2013/14 wechselte er zum Erstligisten FC Lorient. Am 10. August 2013, dem ersten Spieltag der neuen Saison, debütierte er beim 0:1 gegen den OSC Lille in der Ligue 1 und kam über die volle Distanz zum Einsatz. In der Folgezeit festigte er seinen Stammplatz auf der linken Defensivseite und hatte am Saisonende 34 Einsätze absolviert. Am 12. Spieltag der Saison 2014/15 markierte er im Spiel gegen Paris Saint-Germain seinen ersten Treffer in der Ligue 1. In der nachfolgenden Zeit vollzog der bisherige Abwehrspieler einen Positionswechsel und wurde von da an meist auf der offensiven Position des Linksaußen aufgeboten. Entsprechend verbuchte er seither auch regelmäßig Torerfolge.

#### Borussia Dortmund
Zur Saison 2016/17 wechselte Guerreiro zu Borussia Dortmund. Er erhielt einen bis Juni 2020 laufenden Vertrag. Am 17. September 2016, dem 3. Spieltag der Bundesliga, erzielte er im Heimspiel gegen den SV Darmstadt 98 (6:0) sein erstes Bundesligator. Mehrere Saisonspiele verpasste er hingegen aufgrund von Muskelverletzungen und kam auf 35 Spiele (16 Scorerpunkte) in der Bundesliga sowie in der Champions League und im DFB-Pokal. Zwischen Sommer 2017 und Frühjahr 2018 musste sich Guerreiro erst einer Knöcheloperation unterziehen und erlitt dann weitere Muskelverletzungen, wurde aber im fitten Zustand regelmäßig eingesetzt. Nachdem Lucien Favre den BVB im Sommer 2018 als Cheftrainer übernommen hatte, wurde Guerreiro verstärkt im Mittelfeld eingesetzt, wo ihm seine Geschwindigkeit und seine Ballbeherrschung sowie seine Stärken bei Flanken zugutekamen. Mit acht Scorerpunkten verlief die Saison, die er mit Dortmund als Vizemeister beendete, jedoch mäßig. Im August 2019 gewann Guerreiro mit der Mannschaft nach einem 2:0 über den FC Bayern München den DFL-Supercup. Im weiteren Saisonverlauf war er im linken Mittelfeld gesetzt, wo er den Gegenpart zum auf Rechts agierenden Achraf Hakimi bildete, und half nur einige Male in der Verteidigung aus. Im Oktober 2019 verlängerte Guerreiro seinen noch bis Juni 2020 gültigen Vertrag um weitere drei Jahre und wurde am Saisonende mit dem BVB erneut Vizemeister.
Am 28. Mai 2023 wurde bekannt, dass Guerreiro seinen im Sommer auslaufenden Vertrag nicht verlängert und den Verein am Saisonende verlässt.

#### FC Bayern München
Zur Spielzeit 2023/24 wechselte der Flügelspieler zum FC Bayern München. Er unterschrieb einen Vertrag bis Juni 2026.

### Nationalmannschaft
Als Jugendspieler sollte er für eine französische Jugendnationalmannschaft nominiert werden. Jedoch brach er sich ein Bein und es kam zu keiner Berufung. Während seiner Zeit in Caen wurde Guerreiro einige Zeit nach seinem 19. Geburtstag erstmals für die portugiesische U21-Auswahl berücksichtigt und lief für diese beim 0:1 gegen Schweden am 21. März 2013 von Beginn an auf. Seinem Debüt folgten regelmäßig weitere Berufungen in das Team.
Am 7. November 2014 wurde Guerrero erstmals in die portugiesische A-Nationalmannschaft berufen. Am 14. November 2014 kam er unter Nationaltrainer Fernando Santos beim 1:0-Sieg im EM-Qualifikationsspiel in Faro/Loulé gegen Armenien erstmals zum Einsatz. Vier Tage später erzielte er im Freundschaftsspiel im Old Trafford in Manchester gegen Argentinien mit dem 1:0-Siegtreffer sein erstes Tor für die Nationalmannschaft. Anschließend nahm er zunächst an der U21-Europameisterschaft 2015 teil, bei der er einen Stammplatz einnahm und mit seinem Team ins Finale einzog. Ein Jahr später kam er bei der Europameisterschaft 2016 in fünf der sieben Spiele Portugals zum Einsatz, darunter beim 1:0-Sieg nach Verlängerung im Finale gegen den Gastgeber Frankreich. Portugal gewann damit erstmals einen Titel.
In der Qualifikation zur Weltmeisterschaft 2018 kam er zu fünf Einsätzen und wurde mit der portugiesischen Nationalmannschaft Gruppensieger. Anschließend wurde er in den portugiesischen Kader für die Endrunde berufen und bestritt diese als Stammspieler. Portugal schied im Achtelfinale gegen Uruguay aus.
Bei der Europameisterschaft 2021 traf der Außenbahnspieler mit dem Team Portugals als Titelverteidiger auf Deutschland, Weltmeister Frankreich und Ungarn. Als Gegenpart zu Nélson Semedo auf der rechten Seite stand Guerreiro als linker Außenverteidiger in allen Partien über die volle Spielzeit auf dem Feld. Im ersten Gruppenspiel gegen Ungarn traf er einmal, im Achtelfinale scheiterten die Portugiesen an Belgien.

## Titel und Auszeichnungen
Nationalmannschaft
- Europameister: 2016
- UEFA-Nations-League-Sieger: 2019

Vereine
- Deutscher Meister: 2025 (FC Bayern München)
- Deutscher Pokalsieger (2): 2017, 2021 (beide Borussia Dortmund)
- Deutscher Supercupsieger (2): 2019 (Borussia Dortmund), 2025 (FC Bayern München)

Auszeichnungen
- Spieler des Monats der Fußball-Bundesliga: März 2023
- All-Star-Team der Europameisterschaft 2016

## Spielweise
Guerreiro kann variabel auf der linken Außenbahn eingesetzt werden. Am häufigsten agierte er in Frankreich als offensiv orientierter Flügelspieler, wohingegen er bei Borussia Dortmund, ähnlich wie sein Mannschaftskollege Łukasz Piszczek, zunächst Teil des Abwehrverbunds war und später, gemeinsam mit Achraf Hakimi auf der rechten Seite, einen verteidigenden linken Flügelmann verkörperte. Mithilfe seiner technischen und läuferischen Fähigkeiten kann er sowohl auf engem Raum ins Dribbling gehen als auch über die Flügel seine Mannschaftskollegen mit Flanken versorgen. Mit Stand vom Saisonende 2019/20 hat er für seine jeweiligen Vereine 34 Pflichtspieltore erzielt und 31 Vorlagen beigesteuert.

## Persönliches
Guerreiro besitzt als Sohn eines Portugiesen und einer Französin beide Staatsbürgerschaften. Seine Muttersprache ist Französisch, die portugiesische Sprache beherrscht er kaum. Er ist Fan von Benfica Lissabon und Vater von zwei Kindern.